# Liste der Einträge im National Register of Historic Places im Monroe County (West Virginia)
Diese Liste der Einträge im National Register of Historic Places im Monroe County (West Virginia) enthält alle im Monroe County, West Virginia in das National Register of Historic Places eingetragenen Gebäude, Bauwerke, Objekte, Stätten oder historischen Distrikte.
Diese Liste entspricht dem Bearbeitungsstand des National Park Service/National Register of Historic Places vom 23. August 2024.

## Legende
| NRHP | Historic Place             |
| HD   | National Historic District |

## Aktuelle Einträge
| [ 2 ] | Name                                   | Bild                              | Eintragsdatum                                    | Lage | Ort                  | Beschreibung |
| ----- | -------------------------------------- | --------------------------------- | ------------------------------------------------ | --- | -------------------- | ------------ |
| 1     | Alderson Bridge                        | Alderson Bridge                   | 4. Dez. 1991 ID-Nr. 91001730                     | Monroe St. über den Greenbrier River 37° 43′ 29″ N, 80° 38′ 36″ W                                                  | Alderson             |              |
| 2     | Alderson Historic District             | Alderson Historic District        | 12. Nov. 1993 ID-Nr. 93001231                    | zwischen der Monroe St., Riverview Dr., Railroad Ave. und angrenzende Straßenbereiche 37° 43′ 29″ N, 80° 38′ 32″ W | Alderson             |              |
| 3     | Byrnside-Beirne-Johnson House          | Byrnside-Beirne-Johnson House     | 2. Dez. 1993 ID-Nr. 93001358                     | County Route 13, südlich von Union 37° 34′ 30″ N, 80° 32′ 19″ W                                                    | Union                |              |
| 4     | Clarence Campbell House                | Clarence Campbell House           | 21. Juli 1995 ID-Nr. 95000872                    | West Virginia Route 3 37° 35′ 24″ N, 80° 31′ 26″ W                                                                 | Union                |              |
| 5     | William Gaston Caperton Jr. House      | William Gaston Caperton Jr. House | 21. Nov. 1991 ID-Nr. 91001733                    | West Virginia Route 3, östlich von Union 37° 35′ 33″ N, 80° 30′ 47″ W                                              | Union                |              |
| 6     | Cook's Mill                            | weitere Bilder                    | 6. Feb. 1989 ID-Nr. 88001857                     | County Route 2 37° 32′ 42″ N, 80° 41′ 14″ W                                                                        | Greenville           |              |
| 7     | Dry Pond School                        |                                   | 24. Nov. 2021 ID-Nr. 100007164                   | 4680 Pine Grove Rd. 37° 29′ 12,1″ N, 80° 43′ 45,5″ W                                                               | Lindside             |              |
| 8     | Brig. Gen. John Echols House           | Brig. Gen. John Echols House      | 27. Juni 1985 ID-Nr. 85001415                    | Elmwood und 2nd St. N. 37° 35′ 33″ N, 80° 32′ 32″ W                                                                | Union                |              |
| 9     | Elmwood                                | Elmwood                           | 13. Mai 1976 ID-Nr. 76001942                     | nördlich von Union in der Nähe der U.S. Route 219 37° 35′ 44″ N, 80° 32′ 23″ W                                     | Union                |              |
| 10    | Wallace Estill Sr. House               | Wallace Estill Sr. House          | 9. Apr. 1984 ID-Nr. 84003634                     | West Virginia Route 122 37° 31′ 34″ N, 80° 37′ 43″ W                                                               | Union                |              |
| 11    | Indian Creek Covered Bridge            | weitere Bilder                    | 1. Apr. 1975 ID-Nr. 75001895                     | südlich von Salt Sulphur Springs an der U.S. Route 219 37° 32′ 50″ N, 80° 34′ 22″ W                                | Salt Sulphur Springs |              |
| 12    | Laurel Creek Covered Bridge            | weitere Bilder                    | 4. Juni 1981 ID-Nr. 81000605                     | County Route 23, westlich der County Route 219/11 37° 33′ 40″ N, 80° 37′ 36″ W                                     | Lillydale            |              |
| 13    | Lynnside Historic District             | Lynnside Historic District        | 26. Apr. 1991 ID-Nr. 91000452                    | Kreuzung der West Virginia Route 3 und der Cove Creek Road 37° 38′ 12″ N, 80° 14′ 46″ W                            | Sweet Springs        |              |
| 14    | McNeer House                           | McNeer House                      | 26. Apr. 1991 ID-Nr. 91000453                    | U.S. Route 219 am Gin Run 37° 34′ 25″ N, 80° 34′ 3″ W                                                              | Salt Sulphur Springs |              |
| 15    | Miller-Pence Farm                      |                                   | 28. Sep. 2006 ID-Nr. 06000899                    | westlich der U.S. Route 219 und der West Virginia Route 122 37° 31′ 33″ N, 80° 38′ 30″ W                           | Greenville           |              |
| 16    | Nickell Homestead and Mill             |                                   | 15. Dez. 1998 ID-Nr. 98001472                    | McClung Rd. 37° 41′ 26″ N, 80° 29′ 58″ W                                                                           | Ronceverte           |              |
| 17    | Old Sweet Springs                      | weitere Bilder                    | 26. Jan. 1970 ID-Nr. 70000659                    | West Virginia Route 3 37° 37′ 43″ N, 80° 14′ 29″ W                                                                 | Sweet Springs        |              |
| 18    | Pickaway Rural Historic District       | Pickaway Rural Historic District  | 5. März 1999 ID-Nr. 99000290                     | zwischen der U.S. Route 219 und der West Virginia Route 3 37° 38′ 5″ N, 80° 30′ 41″ W                              | Union                |              |
| 19    | Reed's Mill                            | weitere Bilder                    | 9. Apr. 1993 ID-Nr. 93000226                     | County Route 219/1 37° 40′ 2″ N, 80° 27′ 23″ W                                                                     | Second Creek         |              |
| 20    | Rehoboth Church                        | Rehoboth Church                   | 31. Dez. 1974 ID-Nr. 74002016                    | östlich von Union in der Nähe der West Virginia Route 3 37° 35′ 24″ N, 80° 30′ 24″ W                               | Union                |              |
| 21    | Salt Sulphur Springs Historic District | weitere Bilder                    | 31. Okt. 1985 ID-Nr. 85003412                    | U.S. Route 219 37° 34′ 12″ N, 80° 34′ 9″ W                                                                         | Union                |              |
| 22    | Spring Valley Farm                     |                                   | 30. Dez. 1974 ID-Nr. 92000901 74002017, 92000901 | nordöstlich von Union an der U.S. Route 219 37° 41′ 1″ N, 80° 27′ 30″ W                                            | Union                |              |
| 23    | Sunset Hill                            | Sunset Hill                       | 14. Juli 2000 ID-Nr. 00000777                    | Flat Mountain Rd. 37° 43′ 14″ N, 80° 38′ 15″ W                                                                     | Alderson             |              |
| 24    | Union Historic District                | weitere Bilder                    | 6. Dez. 1990 ID-Nr. 90001844                     | zwischen der Main, Dunlap, Pump, und Elmwood Sts. 37° 35′ 35″ N, 80° 32′ 25″ W                                     | Union                |              |
| 25    | Waiteville School                      |                                   | 14. Juli 2023 ID-Nr. 100009143                   | 1735 Rays Siding Rd. 37° 28′ 17,4″ N, 80° 25′ 10,9″ W                                                              | Waiteville           |              |
| 26    | Walnut Grove                           | Walnut Grove                      | 22. Aug. 1977 ID-Nr. 77001378                    | nördlich von Union an der U.S. Route 219 37° 36′ 9″ N, 80° 32′ 29″ W                                               | Union                |              |